# Dorrit Harazim
Dorrit Harazim (1943) es una periodista y documentalista brasileña nacida en Croacia.
Comenzó la carrera periodística en 1966 como investigadora de la revista semanal francesa L'Express. Aún en París, fue invitada por Mino Carta a juntarse al equipo de la recién lanzada revista Veja, en 1968.  Fue reportera, editora, redactora jefe de la revista a lo largo de las décadas siguientes y dirigió la oficina de la Editora Abril en Nueva York durante cinco años. También trabajó en el Jornal do Brasil en los años 70.
En 2006, junto con João Moreira Salles, Mario Sergio Conti y Marcos Sá Corrêa fundó la revista Piauí, de la que es editora. Actualmente escribe artículos semanales para el periódico O Globo, de Río de Janeiro. 

Como corresponsal extranjera cubrió la Guerra de Vietnam y la primera  “Guerra del Petróleo” en los Emiratos Árabes, en 1972. Fue testigo del bombardeo del Palacio de La Moneda durante la cobertura del golpe militar de Chile el 11 de septiembre de 1973.  Cubrió en Nueva York los atentados terroristas del 11 de septiembre de 2001.  Estuvo en cuatro elecciones presidenciales en Estados Unidos y participó en todas las ediciones de los Juegos Olímpicos desde 1980, en Moscú.

## Premios recibidos
Como periodista, obtuvo los siguientes premios:
- Premio Esso de Reportaje (1994)
- Esso Regional Sudeste (1995)
- Esso de Información Científica o Tecnológica (1988)
- Esso de Información Deportiva (1984)
- Premio de Ciudadanía Mundial (Comunidad Baha'i de Brasil, 1996)
- Premio Comunique-se (Categoría Cultura/Medios impresos - 2010)
- Premio Abraji (2010)
- Premio Gabriel García Márquez de Periodismo (2015)
- Premio Konex Mercosur a la Comunicación y Periodismo (2017)